# Giorgi Saakadze
Giorgi Saakadze (ur. około 1580, zm. 3 października 1629 w Aleppo) – gruziński wódz, bohater narodowy Gruzji.

## Życiorys
W latach 90. XVI wieku służył w armii gruzińskiego królestwa Kartlia przeciwko Turcji. W następnych latach szybko awansował, m.in. dzięki małżeństwu jego siostry z władcą kraju Luarsabem II. Został m.in. gubernatorem Tbilisi, na czele wojsk gruzińskich walczył przeciwko Turcji i Persji usiłujących podporządkować sobie królestwa gruzińskie. Odniósł zwycięstwo nad Turkami w 1609 w bitwie pod Tasziskari. Po zamordowaniu króla przez spiskowców w 1612, blisko związany z zabitym Saakadze był zmuszony uciec do Persji, gdzie przyjął islam i został doradcą szacha Persji. W 1623 był jednym z wodzów wojsk perskich w czasie wypraw na Bagdad i Kandahar. W 1625 brał udział w ekspedycji przeciwko Gruzji, jednak w czasie jej trwania przeszedł na stronę rodaków, objął dowództwo armii gruzińskiej i doprowadził do klęski wojsk perskich pod Marabdą, a następnie do objęcia tronu Kartli i Kachetii przez Teimuraza I. Wkrótce potem, wygnany przez Teimuraza, zbiegł do Turcji, gdzie został wodzem wojsk  tureckich w czasie zwycięskich kampanii przeciwko Persji w latach 1627-1628. Kiedy zdecydował się powrócić do ojczyzny, został zabity przez władze tureckie w 1629.